# アレクシス・ナップ
アレクシス・ナップ（Alexis Knapp,  1989年7月31日 - ）は、アメリカ合衆国の女優、歌手である。

## 来歴
1989年、ペンシルバニア州に生まれる。10代後半でロサンゼルスへ渡り、しばらくはモデルなどをして働いていた。2009年にヴィンス・ヴォーン、ジャン・レノらが出演するコメディ『南の島のリゾート式恋愛セラピー』で映画デビューを果たし、それ以降は女優として本格的にキャリアをスタートさせる。2012年に出演したコメディ映画『プロジェクトX』やアナ・ケンドリック、レベル・ウィルソン、アンナ・キャンプら共演の『Pitch Perfect』などの映画で女優としてブレイクし、同作品ではウィルソンら共演者と共にMTVムービー・アワード2013のミュージカルシーン賞を受賞した。同作品は続編の製作もされており、ナップ自身も同役で続投している。

### 私生活
2010年、俳優のライアン・フィリップと交際していたが、後に破局。別れた後にナップの妊娠が判明し、2011年に娘を出産した。娘はKailani Merizalde Phillippe Knappと名付け、ライアンの苗字も娘に名付けている。

## フィルモグラフィー

### 映画
| 年   | 邦題/原題                                                                                 | 役名                     | 備考 |
| ---- | ----------------------------------------------------------------------------------------- | ------------------------ | ---- |
| 2009 | 南の島のリゾート式恋愛セラピー Couples Retreat                                            | ダンスアカデミーの学生   |      |
| 2010 | パーシー・ジャクソンとオリンポスの神々 Percy Jackson & the Olympians: The Lightning Thief | アフロディーテの女       |      |
| 2012 | プロジェクトX Project X                                                                   | アレクシス               |      |
| 2012 | ピッチ・パーフェクト Pitch Perfect                                                        | ステイシー・コンラッド   |      |
| 2012 | ミス・エージェント So Undercover                                                          | テイラー・ジャフィー     |      |
| 2014 | グレース 呪われた純潔 Grace                                                               | ジェシカ                 |      |
| 2014 | アノマリー The Anomaly                                                                    | ダナ                     |      |
| 2015 | ピッチ・パーフェクト2 Pitch Perfect 2                                                     | ステイシー・コンラッド   |      |
| 2016 | ザ・コントロール Urge                                                                     | ジョーイ                 |      |
| 2017 | ピッチ・パーフェクト3 Pitch Perfect 3                                                     | ステイシー・コンラッド   |      |
| 2024 | ネイビーシールズ 空港占拠 One More Shot                                                   | ジェニファー・ロマックス |      |

### テレビ
| 年   | 邦題/原題                        | 役名 | 備考        |
| ---- | -------------------------------- | ---- | ----------- |
| 2013 | ファミリー・ガイ Family Guy      |      | 1エピソード |
| 2022 | 宇宙探査艦オーヴィル The Orville |      | 1エピソード |

## 参照
1. ↑  http://www.people.com/people/article/0,,20473977,00.html